# Josta
Josta (del ruso: Хоста) es un microdistrito perteneciente al distrito de Josta de la unidad municipal de la ciudad-balneario de Sochi del krai de Krasnodar del sur de Rusia. Tiene alrededor de 20 000 habitantes. Es centro administrativo del distrito.
Está situado sobre la vertiente sureste del monte Mali Ajún, en la desembocadura del río Josta en el mar Negro y ocupa la orilla de la bahía Tijaya y del cabo Vidni.

## Historia

### Hasta la llegada del Imperio ruso
Los primeros vestigios de población humana en la región se remonta al Paleolítico inferior, como atestiguan los hallazgos realizados en diversas cuevas en los alrededores de la localidad, en el valle de los ríos Josta, Kudepsta y Mzymta. En la Alta Edad Media (siglos VI-X) se establecieron diversas colonias bizantinas en esta costa. Particularmente en Josta se hallaba una fortaleza que los investigadores han fechado entre el siglo VIII y el X. De este período perviven las ruinas de dos templos cristianos. A partir de los siglos XI-XII se produce un declive de la cultura local, que se evidencia en la disminución del tamaño de los asentamientos. No obstante, el establecimiento de colonias y asentamientos comerciales genoveses (Gagra, Sujumi, desembocadura del río Inguri), revitalizó la vida de la zona. En mapas de la época se puede apreciar el topónimo Costo en la zona del valle del río Josta. A finales del siglo XV se aprecia en toda la costa del mar Negro del Cáucaso una crisis económica y cultural, que trae consigo la extensión del bandolerismo en la región. 
En el siglo XVI se inicia la penetración del Imperio otomano con la construcción de varias fortalezas (Sundzhuk-Kale en Novorosíisk, Sujum-Kale en la desembocadura del Inguri o Vardane, junto a Sochi). A partir de la segunda mitad de ese siglo la zona es lugar de conflicto entre los otomanos, el Imperio ruso y Persia. Por las condiciones del Tratado de Adrianópolis (1829), el Imperio otomano cede al ruso toda pretensión sobre la costa entre la desembocadura del río Kubán y el puerto de San Nicolás (al sur de la actual Poti, en Georgia).

### Imperio ruso y Unión Soviética
Sin embargo el sometimiento de los pueblos autóctonos no fue pacífico. Entre los siglos XVIII y siglo XIX (hasta 1864) vivió aquí el pueblo ubijé, de cuyas tradiciones y vida en la zona permanecen los relatos de los viajes del militar ruso Fiódor Tornau, y que constituyeron, pese a su reducido número, la principal fuerza de oposición a las tropas zaristas en la región durante más de 30 años. Tras la derrota ante los rusos el 21 de mayo de 1864 en el aul de Kbaade (actual Krásnaya Poliana), que puso fin a la guerra ruso-circasiana, migraron al Imperio otomano, donde serían asimilados culturalmente. Su anterior hogar recibió la inmigración masiva de colonos procedentes de Ucrania, Bielorrusia y la región del Chernozem Central, principalmente, así como alemanes étnicos, estonios, griegos pónticos, armenios y georgianos. 
La localidad actual fue registrada como asentamiento urbano en 1899. El año anterior una comisión de estudio de la costa del mar Negro indicó la idoneidad de Josta como lugar balneario. El desarrollo de la localidad tuvo que ver con la construcción de dachas de los ministros, senadores, militares y otros personajes ilustres del gobierno zarista. Se inauguran los primeros establecimientos balnearios en la localidad en la primera década del siglo XX. En 1902 se construyó un puente metálico sobre el río Josta, como parte de la carretera Novorosíisk-Sujumi, construida en 1891-1892. Es de destacar la creación de varios jardines botánicos, con especímenes traídos incluso de Japón. 
A finales de 1905-1906, en el marco de la revolución rusa de 1905, se produce una insurrección en la zona, dotada de armas por Sergó Ordzhonikidze, que sería aplastada por el desembarco de fuerzas cosacas. En 1912 se traslada aquí el conocido paisajista ruso Nikolái Dubovskói, por lo que Josta es representado en sus cuadros. En 1910 se consagró la iglesia de la Transfiguración y se abrió una escuela parroquial. En 1914 abrió sus puertas el primer salón cinematográfico de Josta. 
Durante la revolución bolchevique, el 18 de febrero de 1918 tuvo lugar en la Casa del Pueblo de Josta un congreso de los diputados (principalmente campesinos) del volost de Josta, que aceptaron por mayoría las propuestas bolcheviques, especialmente en relación con la entrega de la tierra. El poder soviético así instaurado fue derrotado por las fuerzas mencheviques de la Georgia y sus colaboradores alemanes en verano de ese año, estableciendo contacto con las fuerzas de Antón Denikin. La ocupación de la zona se vio hostigada por la presencia de fuerzas guerrilleras autóctonas verdes. En primavera de 1920 una parte de las fuerzas blancas denikinistas se rindieron ante el Ejército Rojo de Yegórov en Josta. Ese mismo año comenzaron los trabajos para convertir las antiguas fincas y villas privadas en sanatorios y casas de reposo para trabajadores. En 1929 se inaugura la estación en la línea ferroviaria Tuapsé-Sujumi. Se desarrolló la infraestructura de la localidad e gran parte en la década de 1930. Fue incorporado a la composición de la ciudad de Sochi en 1951. En 1961 se inauguró un centro balneario con aguas termales ricas en sulfuro de hidrógeno, que contribuyó al desarrollo del turismo en la zona.

## Transporte
Cuenta con una estación en la línea Sochi-frontera abjasa. Por la localidad pasa la carretera federal M27.

## Galería

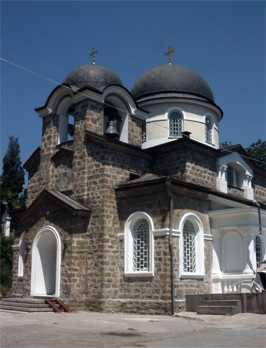
Iglesia de la Transfiguración.
Monumento a Lenin en Josta.
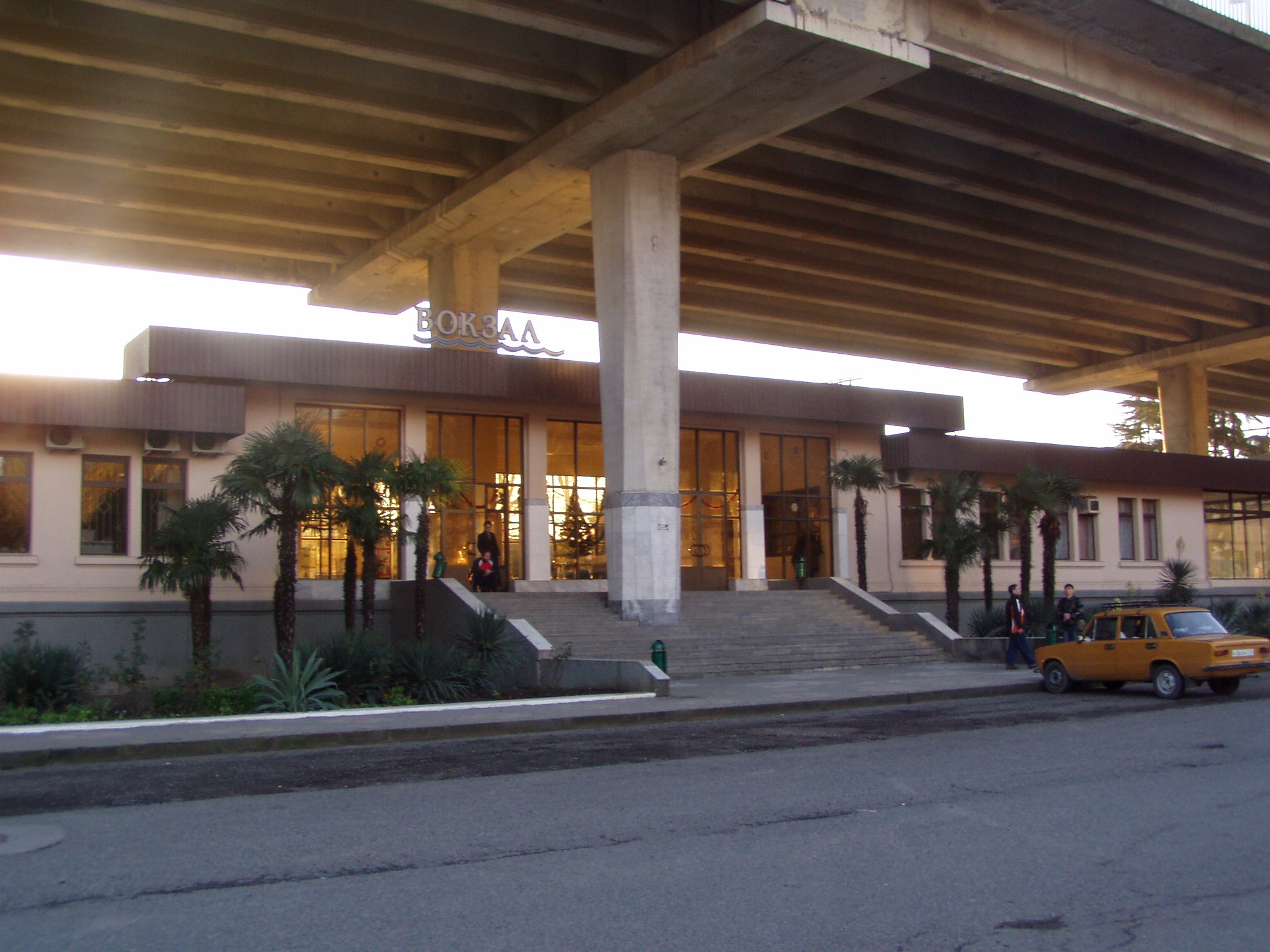
Estación ferroviaria de Josta.
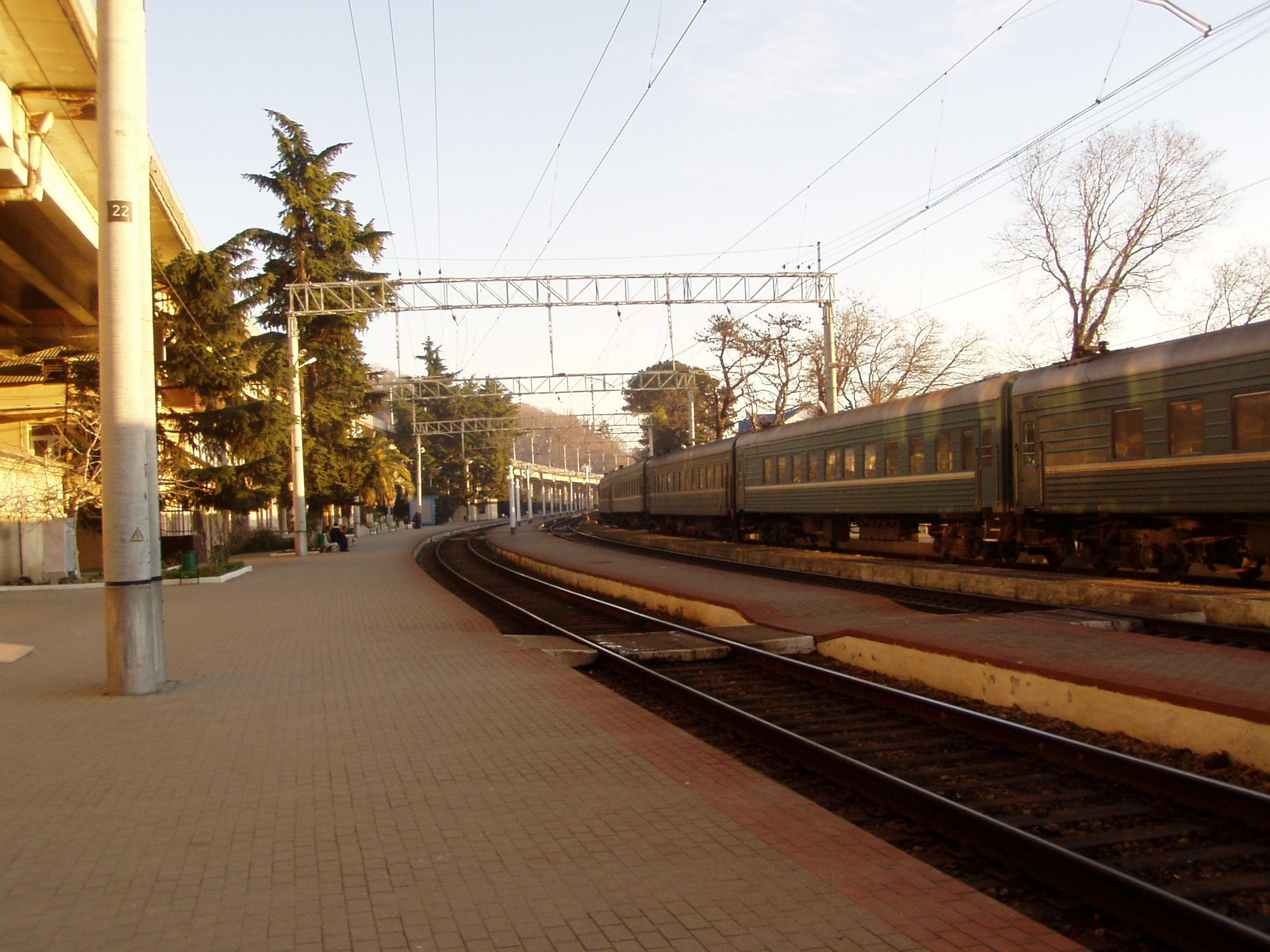
Andenes de la estación.
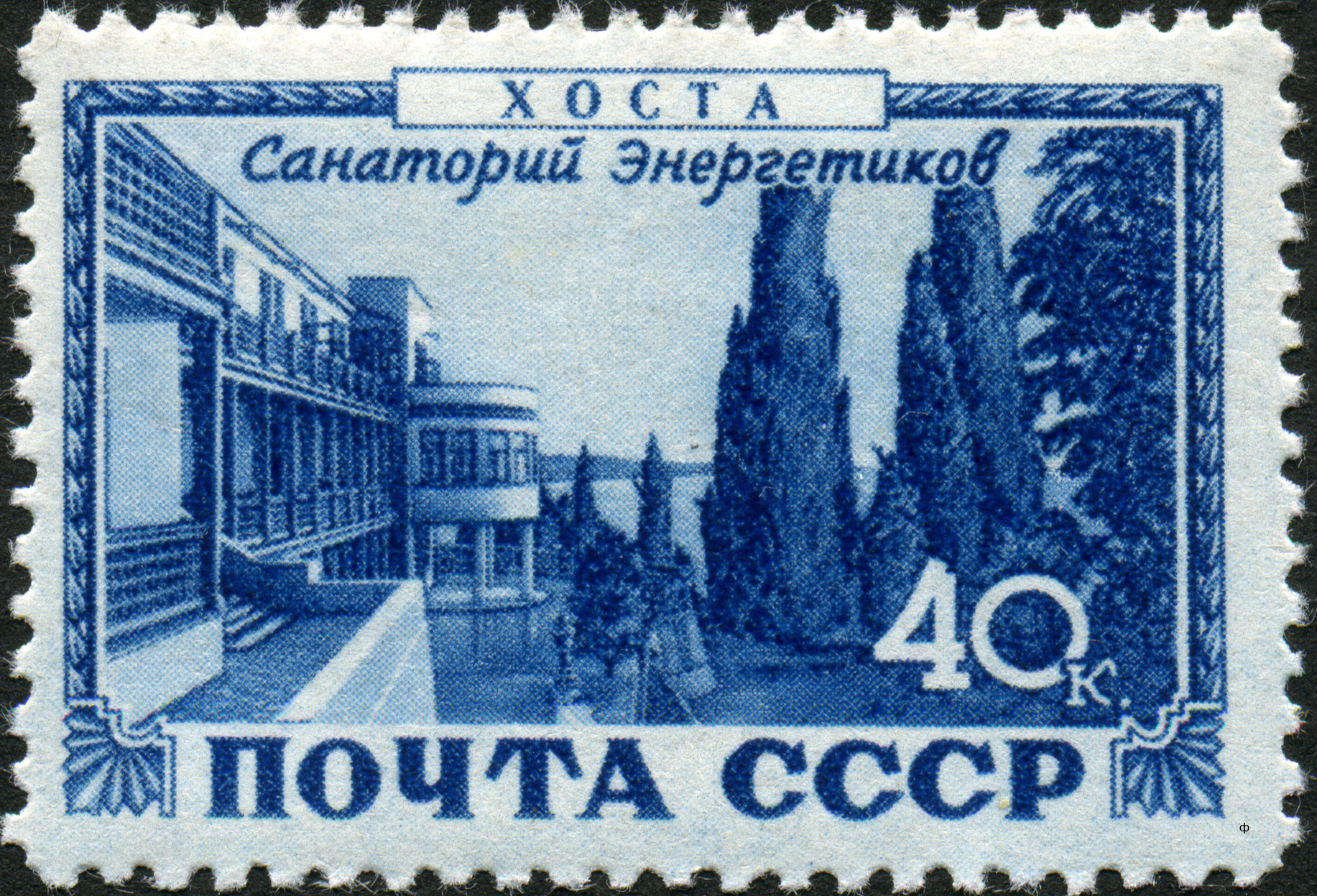
Sello soviético de 1949 en el que se ilustra el sanatorio Energuetikov de Josta.
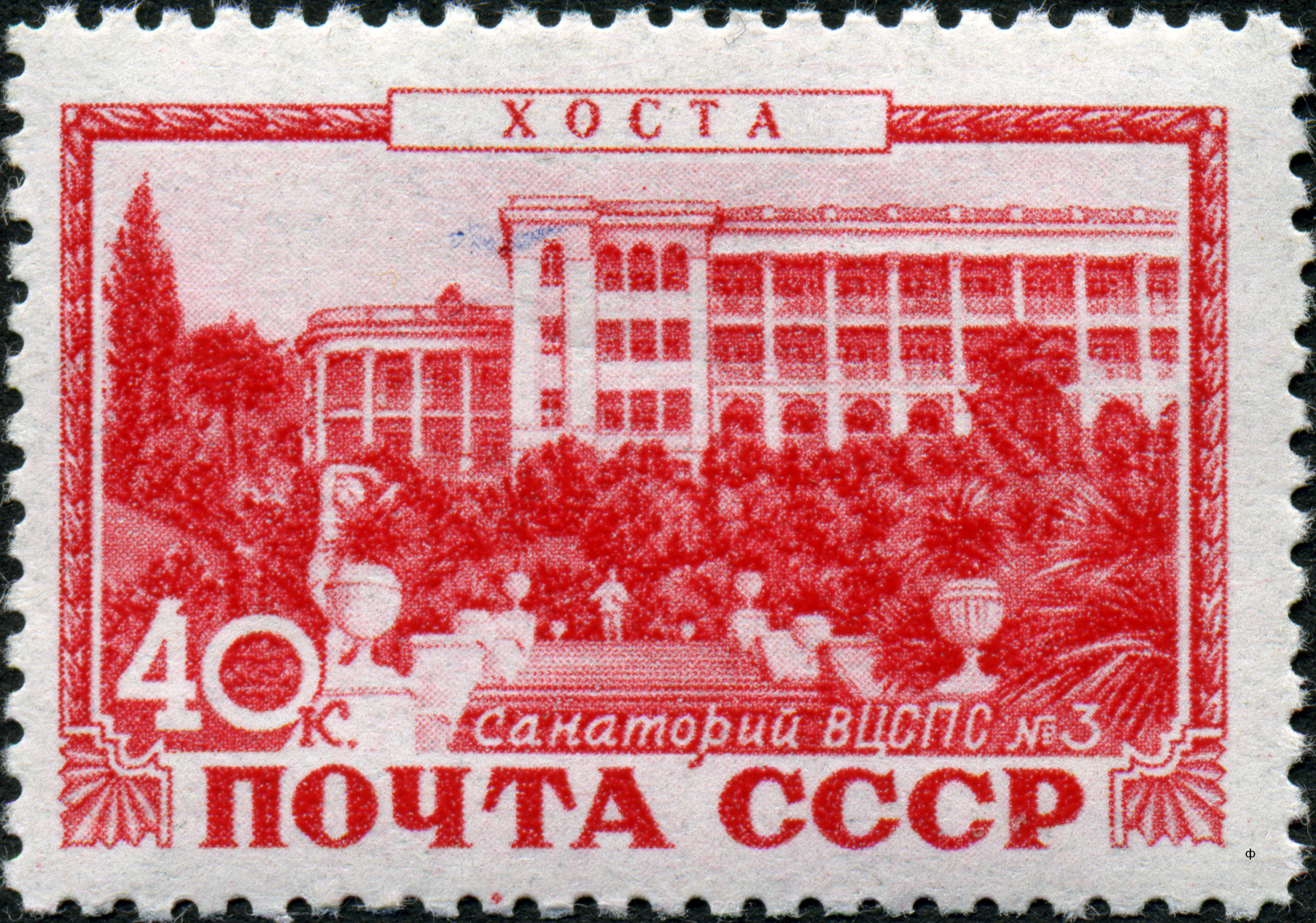
Sello soviético de 1949 en el que se ilustra el sanatorio VTSSPS nº3 de Josta.
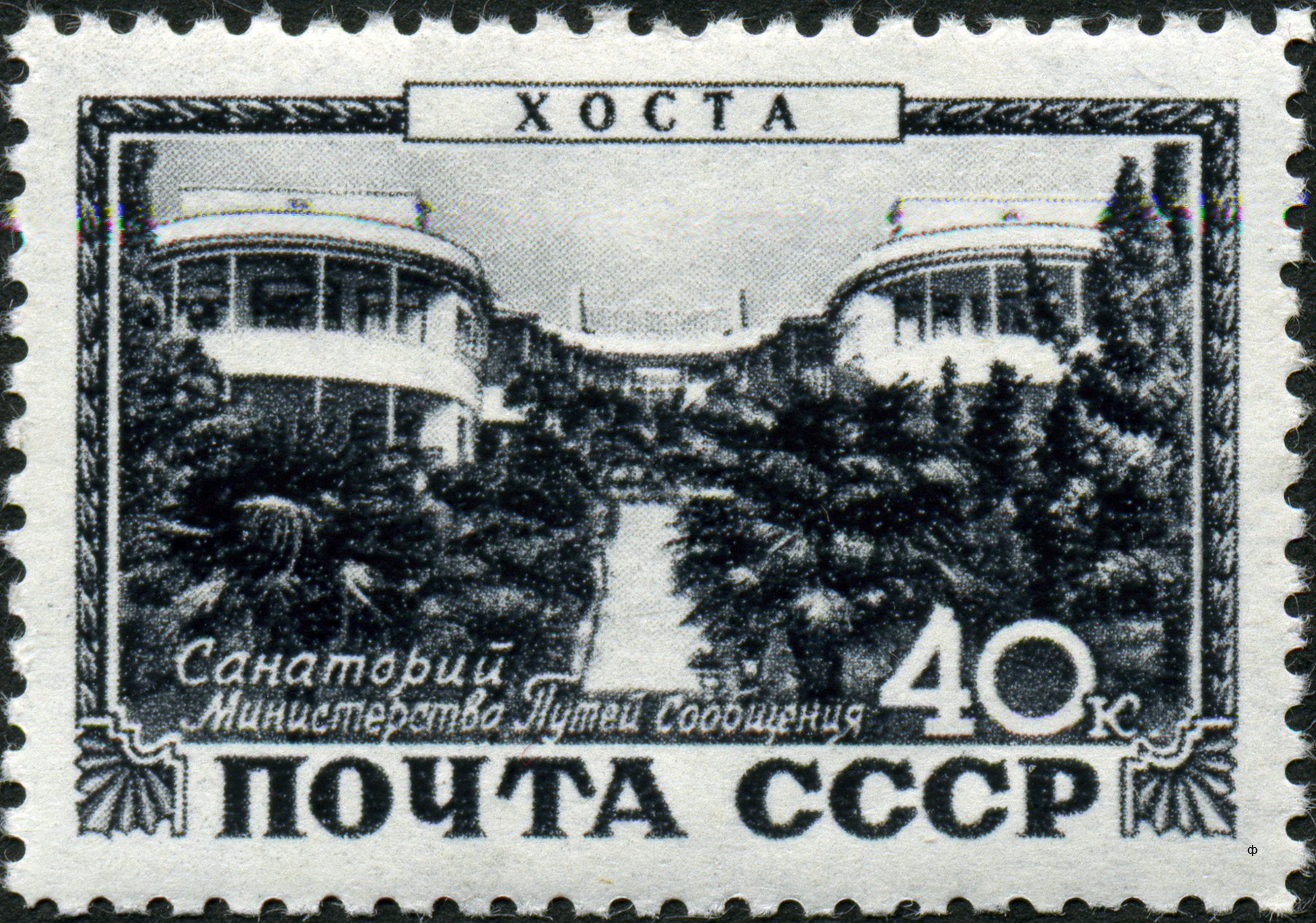
Sello soviético de 1949 en el que se ilustra el sanatorio Ministertsvo putei soobshcheniya de Josta.